# آلیس اسپرینگ

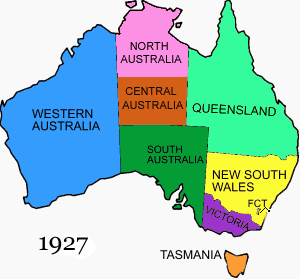

آلیس اسپرینگ یا استرالیای مرکزی (به انگلیسی: Central Australia یا Alice Springs) یکی از پنج ناحیه ایالت قلمرو شمالی استرالیاست. وجه‌تسمیه نامگذاری این منطقه به خاطر وجود شهرک آلیس اسپرینگز در این منطقه است. این منطقه در بخش جنوبی قلمرو شمالی استرالیا قرار دارد. جمعیت این منطقه بالغ بر ۶۰٬۰۰۰ نفر برآورده می‌شود که عمده جمعیت آن در ناحیه شهری آلیس اسپرینگز سکونت دارند.